# Psychotria hierniana
Psychotria hierniana är en måreväxtart som beskrevs av Arthur Wallis Exell. Psychotria hierniana ingår i släktet Psychotria och familjen måreväxter. Inga underarter finns listade i Catalogue of Life.